# Ненши, Нахид
На́хид Курба́н Не́нши (англ. Naheed Kurban Nenshi, р. 2 февраля 1972) — канадский политик, на калгарийских муниципальных выборах 2010 избранный мэром Калгари (Альберта), сменив на этом посту Дейва Бронконье.

## Биография
Ненши родился в Торонто (Онтарио), но вырос в Калгари (Альберта). Его родители Нурджа и Курбан были канадскими иммигрантами южноазиатского происхождения из Танзании и воспитывали двух детей: сына и дочь.
Он окончил Калгарийский университет, получив в 1993 степень бакалавра коммерции, а в 1998 стал магистром государственной политики Школы управления Джона Ф. Кеннеди Гарвардского университета. Несколько лет до открытия своей консалтинговой конторы Ненши работал в McKinsey & Company.
Ненши является автором работ о том, как города могут удержать молодых специалистов и стал соавтором идеи создания двух групп горожан, имеющих целью совершенствование городского управления Калгари. Он был преподавателем некоммерческого управления в Школе бизнеса Биссетта в Университете Маунт-Ройял и вёл рубрику в Калгари геральд, посвящённую городским делам.

## Участие в выборах мэра в 2010
Ненши впервые занялся политикой в 2004, когда неудачно выступил на выборах в Городской совет Калгари. В своей кампании 2010 особое значение он придал использованию таких социально-сетевых сайтов, как Facebook и Twitter для продвижения своей позиции и привлечения избирателей. В конце сентября опрос показал, что его кампания заинтересовала их, так как он имел 8 % поддержки, однако, был далеко позади лидеров гонки: олдермена Рика Макайвера (42 %) и деятеля местных СМИ Барб Хиггинс (28 %). Растущая популярность привела к большему вниманию к его взглядам и даже к общественной полемике с главой Полицейской службы Калгари Риком Хэнсоном о стоимости обслуживания города полицией.
Незадолго до выборов опрос Калгари геральд показал, что популистская кампания Ненши продолжала набирать обороты, так как его поддерживало уже 30 % определившихся избирателей и он фактически сравнялся с Макайвером и Хиггинс. По опросу он имел наибольшую поддержку молодых избирателей, что, возможно, стало результатом его кампании в социальных СМИ. Рост популярности Ненши продолжался до самих выборов, на которых он победил, получив 40 % голосов и на 28 000 голосов опередив Макайвера.
Выиграв выборы, Ненши стал первым мусульманином (к тому же исмаилитом), занявшим должность мэра крупного канадского города. Его победа рассматривалась как прорыв в использовании социальных СМИ в качестве предвыборного инструмента, а учитывая его вероисповедание и происхождение, попала и в заголовки газет по всему миру. Особенно была удивлена Восточная Канада, считавшая Калгари консервативным городом. Его избрание воспринимается как знак изменений в альбертской и калгарийской политике.
Вскоре после своей победы Ненши изложил четыре приоритета: преобразование управления городским советом, устранение дефицита бюджета, строительство тоннеля под новой запланированной взлётно-посадочной полосой международного аэропорта Калгари и сохранение финансирования проектируемой юго-восточной ветви городской сети Си-Трейна.
6 апреля 2021 года Ненши объявил, что не будет переизбираться после трёх сроков пребывания на посту мэра Калгари.